# Moskvaopstanden i 1682
Moskvaopstanden i 1682, også kendt som Streltsy opstanden, var en opstand i Streltsyregimenterne i Moskva, som resulterede i, at magten i Storfyrstedømmet Moskva tilfaldt Sofia Aleksejevna. Baggrunden for opstanden var rivaliseringen mellem familierne til Aleksej 1. af Ruslands to hustruer (Maria Miloslavskaja og Natalia Narysjkina) om den dominerende indflydelse på politikken for storfyrstedømmet. 
Opstanden blev udløst af, at zar Feodor 3. af Rusland døde den 27. april 1682 uden nogen direkte arvtager. Naryshkina-brødrene til zarina Natalia Narysjkina benyttede sig af interregnumperioden og overtalte patriarken til at udråbe Natalias mindreårige søn Peter som ny zar. Miloslavskijs støtter reagerede ved at sprede rygter om, at Narysjkina-folkene havde kvalt Maria Miloslavskajas søn (og Peters ældre halvbror) Ivan i Kreml. 
Miloslavskij-konspiratorerne opildnede til opstand i Moskvas gader. De brugte utilfredsheden blandt de menige mod deres officerer, og den 11. maj 1682 overtog hoben kontrollen med Kreml og hængte de ledende bojarer og militære ledere, som de mistænkte for korruption – Artamon Matveev, Mikhail Dolgorukov og Grigorij Romodanovskij. 
Nogle få dage senere, den 17. maj, stormede oprørerne igen zarens residens og dræbte nogle Narysjkin-støtter, inklusive to af Narysjkin-brødrene (Kirill og Ivan). Streltsy-regimenterne blev fulgt af en hob af fattige, og de plyndrede gaderne i Moskva i flere dage. Majopstandene førte til, at Peters ældre halvbror Ivan blev udråbt til "første" zar, mens unge Peter blev skubbet ned i anden række, mens Sofia var regent for dem begge, indtil de blev myndige. 